# Роботи (цикл творів)

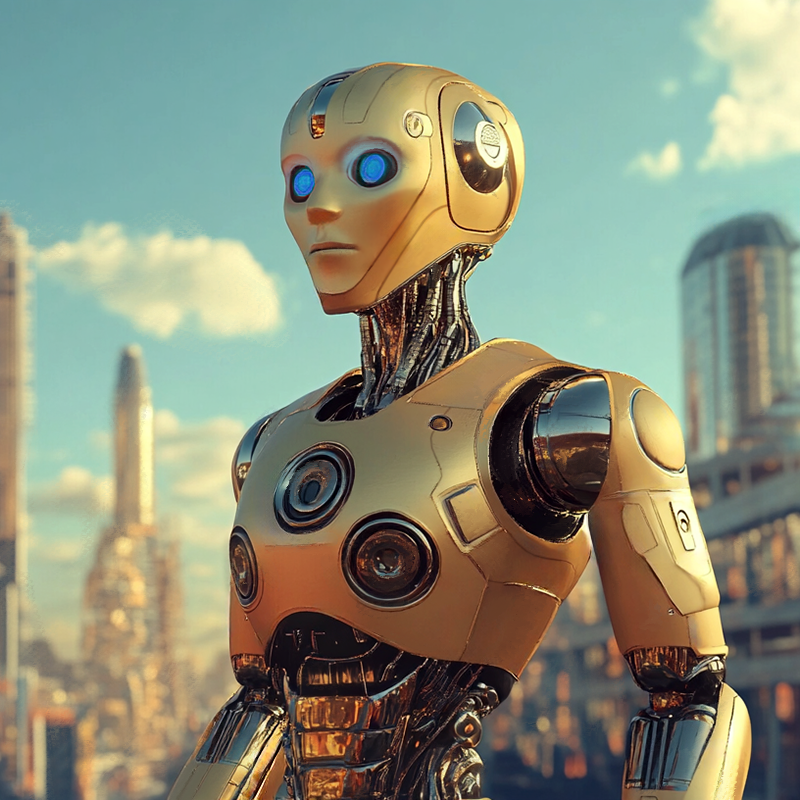
Робот із творів Айзека Азімова

Роботи — науково-фантастична серія Айзека Азімова із 38 оповідань та 5 новел.  Основними персонажами є позитронні роботи.
Часове розташування серії: перед серіями «Галактична імперія» та «Фундація».

## Оповідання
Більшість оповідань Азімова про роботів (які він почав писати з 1939 року) про становлення позитронної робототехніки та космічних досліджень. Унікальною особливістю роботів Азімова є «Три закони робототехніки» як основа конструкції позитронного мозку робота, які гарантують, що робот не повстане проти своїх творців.
Оповідання не були задумані як серія, і є деякі невідповідності в оповіданнях та новелах. Однак, всі вони на тему взаємодії людей, роботів і моралі. Деякі з оповідань не є із всесвіту Фундації: в оповіданні «Ненавмисна перемога» позитронні роботи відвідують не-людську цивілізацію на Юпітері; в оповіданні «Давайте зберемось разом» немає згадки Трьох законів і дії відбуваються в майбутньому де продовжується Холодна війна.
Більшість оповідань (31 із 38) зібрані в збірці «Все про роботів» (1982), інші 7 увійшли до пізніших збірок оповідань.
Головними героями оповідань є працівники компанії U.S. Robots and Mechanical Men, Inc.:
- доктор робопсихології Сьюзен Келвін,
- інженери Грегорі Пауелл і Майк Донован,
- науковий керівник компанії Альфред Леннінг,
- головний математик компанії Пітер Богерт,

а також різноманітні моделі роботів цієї компанії.

## Романи циклу
В романах дії відбуваються через пару тисяч років, після заборони роботів на Землі, при протистоянні Землі світам спейсерів.
Головними героями є детектив Ілля Бейлі та його людиноподібний робот-напарник Р. Деніел Оліво.
Серія творів розповідає про передумови занепаду Землі та створення Галактичної імперії.

### Хронологія
Романи в хронологічній послідовності розвитку дії. Також в перелік додано оповідання пов'язані спільним сюжетом.
- Мати Земля (1949)
- Сталеві печери (1954)
- Оголене сонце (1956)
- Віддзеркалення (оповідання) (1972)
- Роботи світанку (1983)
- Роботи та Імперія (1985)